# Європейський комісар
Європейський комісар — один із 27 членів Європейської комісії на чолі з головою Європейської комісії. Кожна держава-член Європейського Союзу має квоту на призначення одного комісара.

## Призначення
Кожен комісар призначається державою-членом ЄС у консультації з головою Європейської комісії. При цьому голова комісії самостійно розподіляє між призначеними комісарами напрями їх роботи. Після цього обрану команду обговорює Європейський парламент, який повинен або відхилити, або прийняти склад Комісії загалом. Якщо Європейський парламент заперечує проти якогось із кандидатів, президент Комісії зобов'язаний змінити напрямки роботи членів команди (перетасувати їх), або запросити нового кандидата від держави-члена. У парламенті не можуть голосувати проти окремих кандидатів. Щойно команду схвалить парламент, вона офіційно розпочинає виконання повноважень.
Хоч члени Комісії призначаються державами-членами, вони не представляють держави, діючи в загальноєвропейських інтересах.
Президент Європейського парламенту Єжи Бузек 2010 року запропонував, щоб комісари обиралися прямим голосуванням під час виборів до Європейських виборів. Це дало б як комісарам, так і Європейській комісії загалом демократичний мандат.

### Присяга
Європейський комісар із юстиції, свободи і безпеки повинен дати присягу перед судом Європейського Союзу у формі Урочистої декларації перед Судом Європейського Союзу. Після набуття чинності в грудні 2009 року Хартією основних прав Європейського Союзу, Європейський комісар з юстиції, свободи і безпеки Вів'єн Редінг запропонувала положення про присягу кожним комісаром. Другий склад комісії (Комісія Баррозу) дав 3 травня 2010 першу таку присягу поряд із Комісаром із юстиції, свободи та безпеки перед Судом Європейського Союзу.
Текст присяги наступний:
| Ліві лапки | Будучи призначеним членом Європейської комісії Європейської Ради, після надання згоди голосуванням Європейського парламенту я урочисто зобов'язуюсь: поважати договори і Хартії основних прав Європейського Союзу при виконанні всі моїх обов'язків, бути повністю незалежним у виконанні своїх обов'язків, заради загальних інтересів Союзу; при виконанні моїх завдань, ані шукати, ані отримувати вказівки від будь-якого уряду або з будь-якого іншого закладу, особи, офісу або юридичної особи; утримуватися від будь-яких дій, несумісних із моїми обов'язками або виконанням моїх завдань. Я офіційно відзначаю зобов'язання кожної держави-члена поважати цей принцип і не намагатися впливати на членів Комісії при виконанні ними своїх завдань. Я також зобов'язуються поважати, під час і після мого терміну повноважень, обов'язки, що випливають із моїх зобов'язань, і, зокрема обов'язок поводитися чесно і розсудно щодо прийняття, після того як я перестав обіймати цю посаду, визначених призначень або вигод. | Праві лапки |

## Історія
Щойно кількість держав-учасниць ЄС досягла 27, кількість уповноважених мали скоротити до кількості, меншої за кількість держав-членів ЄС. Точне число уповноважених мали вирішити шляхом одноголосного голосування у Європейській раді, і членство мало порівну передаватись між державами-членами. Після розширення ЄС 2007 року це положення набуло чинності на наступній комісії після Європейських виборів 2009 року.
Невдалий проєкт Європейської конституції перший пропонував, аби кількість уповноважених дорівнювала двом третинам від загальної кількості держав-членів ЄС. Ця кількість може бути змінена шляхом голосування в Європейській раді, у разі, якщо в майбутньому кількість держав-членів буде занадто висока. Конституцію не ратифікували держави-члени ЄС, тож на зміну йому прийшов Лісабонський договір. Однак Лісабонський договір не ратифікували ірландські виборці. Одна з причин невдачі ратифікації — небажання втратити ірландського комісара. Ірландці на повторному волевиявленні підтримали угоду з істотною умовою — збереження ірландського комісара.
Таким чином, пропонувалось, щоб держава-член, яка не отримає комісара, отримає пост високого представника, так звана формула 26+1.
Ще одна зміна Лісабонських угод пропонувала створення посади Верховного представника Європейського Союзу з питань закордонних справ і політики безпеки шляхом злиття посад Європейського комісара зі зовнішніх зв'язків та Високого представника із зовнішньої політикою та політики безпеки. Крім того, Верховний представник буде віцеголовою Європейської комісії і головою Ради Європейського Союзу, під час зустрічей міністрів іноземних справ.

## Підзвітність
Окрім затвердження нової комісії, Європейський парламент має право в будь-який час відправити у відставку весь склад комісії висловленням вотуму недовіри. Рішення має підтримати не менше ніж дві третіх парламентарів, які взяли участь у голосуванні, однак не менше половини від загального числа членів парламенту. Хоча Європарламент ніколи не використовував цю можливість, він загрожував використати її проти комісії на чолі з Жаком Сантер 1999 року у зв'язку із звинуваченнями у корупції. У відповідь на це комісія пішла у відставку за власним бажанням.

## Заробітня платня
Заробітня платня комісара зафіксована на рівні 112,5 % максимальної заробітньої платні для цивільної служби ЄС, що дорівнює €22,367.04 на місяць. Для Президента Європейської комісії ставка становить 138 %, для віцепрезидента — 125 %, для Високого представника — 130 %.

## Теперішній склад Європейської комісії (європейські комісари)
| Країна     | Партія         | Комісар              | Сфера діяльності                                                                        |
| ---------- | -------------- | -------------------- | --------------------------------------------------------------------------------------- |
| Німеччина  | ЄНП            | Урсула фон дер Ляєн  | Президент                                                                               |
| Нідерланди | ПЄС            | Франс Тіммерманс     | Перший віцепрезидент Європейської комісії                                               |
| Данія      | АЛДЄ           | Маргрете Вестагер    | Віцепрезидент Європейської комісії                                                      |
| Латвія     | ЄНП            | Валдіс Домбровскіс   | Віцепрезидент Європейської комісії                                                      |
| Іспанія    | ПЄС            | Жозеп Боррель        | Віцепрезидент Європейської комісії                                                      |
| Іспанія    | ПЄС            | Жозеп Боррель        | Верховний представник Європейського Союзу з питань закордонних справ і політики безпеки |
| Словаччина | ЄНП            | Марош Шефчович       | Віцепрезидент Європейської комісії                                                      |
| Словаччина | ЄНП            | Марош Шефчович       | Міжвідомчі відносини та прогнозування                                                   |
| Чехія      | АЛДЄ           | Вера Йоурова         | Віцепрезидент Європейської комісії                                                      |
| Чехія      | АЛДЄ           | Вера Йоурова         | Цінності і прозорість                                                                   |
| Хорватія   | ЄНП            | Дубравка Шуїця       | Віцепрезидент Європейської комісії                                                      |
| Хорватія   | ЄНП            | Дубравка Шуїця       | Демократія і демографія                                                                 |
| Греція     | ЄНП            | Маргарітіс Схінас    | Віцепрезидент Європейської комісії                                                      |
| Греція     | ЄНП            | Маргарітіс Схінас    | Пропаганда європейського способу життя                                                  |
| Австрія    | ЄНП            | Йоганнес Ган         | Бюджет і адміністрація                                                                  |
| Ірландія   | ЄНП            | Мейрід Мак-Гінесс    | Фінанси                                                                                 |
| Болгарія   | ЄНП            | Марія Габрієл        | Інновації та молодь                                                                     |
| Люксембург | ПЄС            | Ніколя Шміт          | Робочі місця і соціальні права                                                          |
| Італія     | ПЄС            | Паоло Джентілоні     | Економіка                                                                               |
| Польща     | АКРЄ           | Януш Войцеховський   | Сільське господарство                                                                   |
| Португалія | ПЄС            | Еліза Феррейра       | Згуртованість та реформи                                                                |
| Угорщина   | ЄНП            | Олівер Варгеї        | Сусідство та розширення                                                                 |
| Кіпр       | ЄНП            | Стелла Киріакідес    | Здоров'я                                                                                |
| Бельгія    | АЛДЄ           | Дідьє Рейндерс       | Правосуддя                                                                              |
| Румунія    | ЄНП            | Адіна-Йоана Валеан   | Транспорт                                                                               |
| Мальта     | ПЄС            | Гелена Даллі         | Соціальна рівність                                                                      |
| Франція    | Позафракційний | Тьєррі Бретон        | Внутрішній ринок                                                                        |
| Швеція     | ПЄС            | Йлва Йоганссон       | Внутрішні справи                                                                        |
| Словенія   | АЛДЄ           | Янез Ленарчич        | Кризовий менеджмент                                                                     |
| Фінляндія  | ПЄС            | Ютта Урпілайнен      | Міжнародне партнерство                                                                  |
| Естонія    | АЛДЄ           | Кадрі Сімсон         | Енергетика                                                                              |
| Литва      | Позафракційний | Віргініюс Сінкевічюс | Довкілля, океани та рибальство                                                          |